# Ferdinand Trauboth
Ferdinand Trauboth (* 1. Juni 1898 in Mühlhausen/Thüringen; † unbekannt) war ein deutscher Tischler und Parlamentsabgeordneter der DDR-Blockpartei National-Demokratische Partei Deutschlands (NDPD).

## Leben
Trauboth stammte aus der preußischen Provinz Sachsen. Nach dem Besuch der Bürgerschule in Mühlhausen nahm er eine Lehre zum Tischler auf. In der Zeit des Nationalsozialismus leistete er Widerstand und wurde deshalb in einem Konzentrationslager inhaftiert. Nach dem Zweiten Weltkrieg legte er seine Prüfung als Tischlermeister ab, was ihm in der NS-Zeit wegen „politischer Unzuverlässlichkeit“ nicht ermöglicht wurde, und machte sich in Altenburg selbstständig. Er wurde 1951 Vizepräsident und von 1954 bis 1960 Vorsitzender der Bezirkshandwerkskammer des Bezirkes Gera.

## Politik
Trauboth trat 1948 der nach dem Zweiten Weltkrieg in der Sowjetischen Besatzungszone neugegründeten NDPD bei und wurde noch im gleichen Jahr zum Stadtverordneten in Altenburg gewählt.
In den beiden Wahlperioden von 1950 bis 1954 und von 1954 bis 1958 war Trauboth Mitglied der NDPD-Fraktion in der Volkskammer der DDR.

## Ehrungen
- 1973 Vaterländischer Verdienstorden in Bronze[2]